# Armata czołgowa

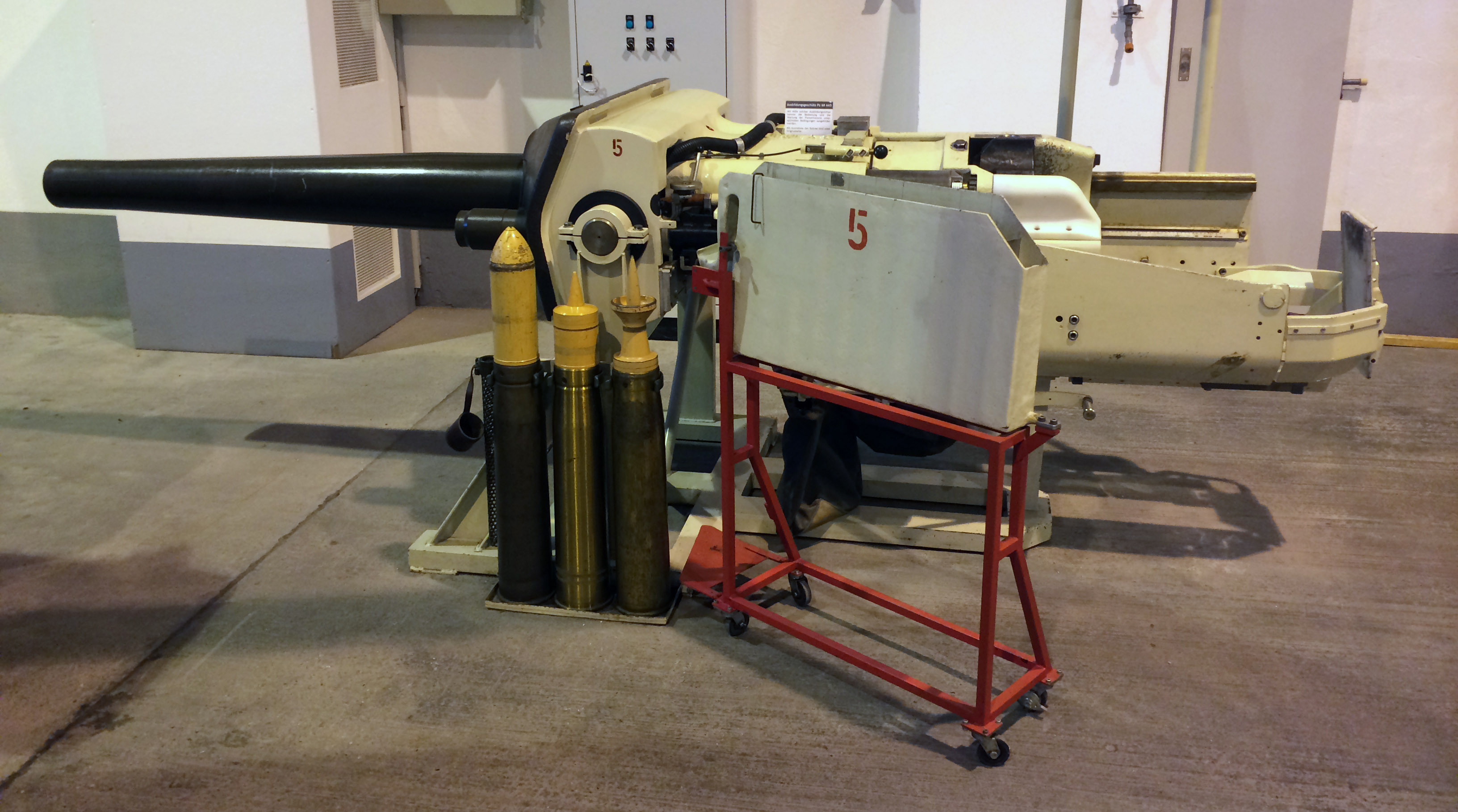
Armata czołgowa PZ Kan 61 z czołgu Pz. 68

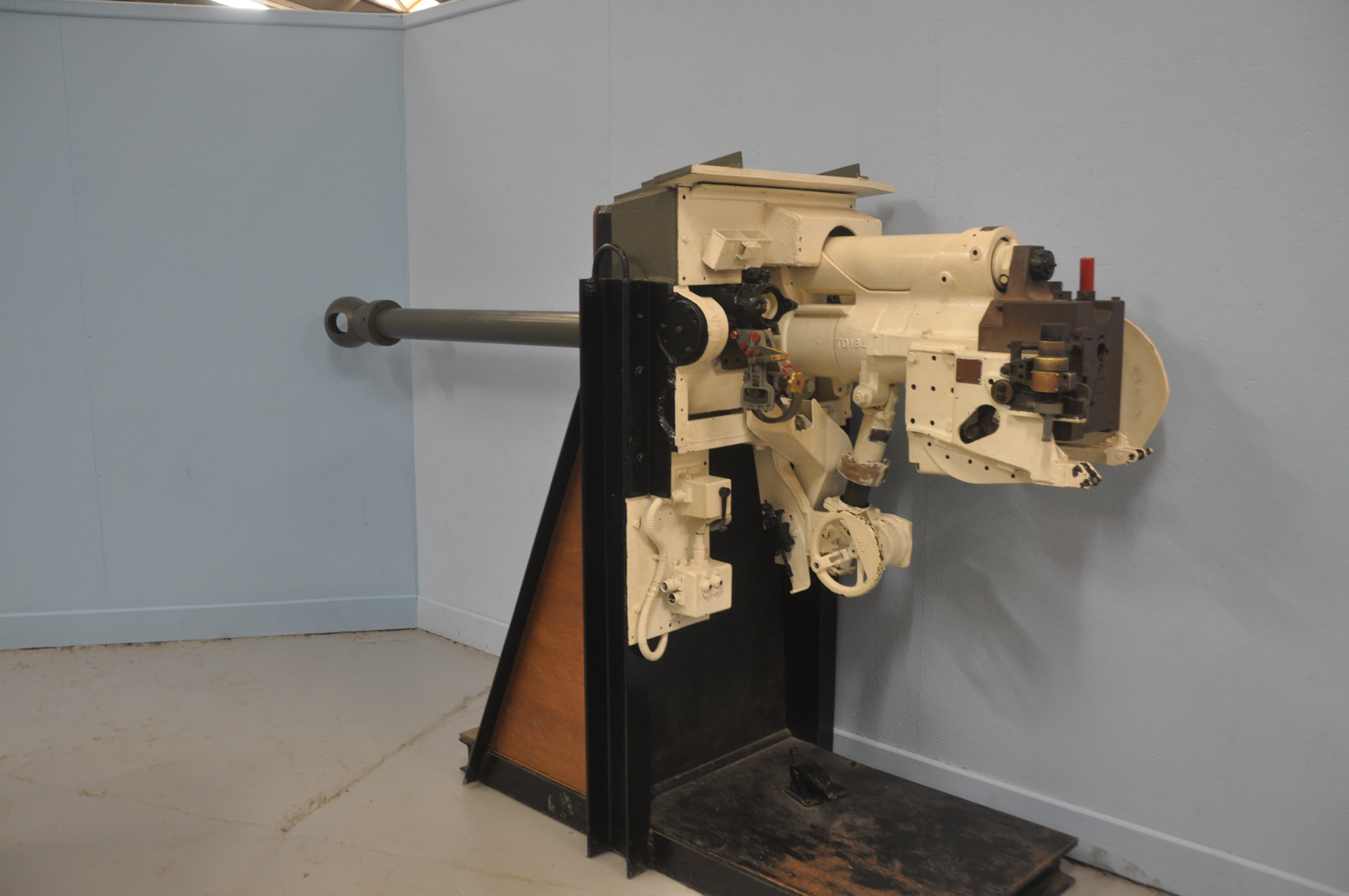
Armata czołgowa Royal Ordnance Quick Firing 75 mm

Armata czołgowa – rodzaj armaty przystosowanej do montowania w wieży czołgu lub innego wozu bojowego, służącej do zwalczania pojazdów nieopancerzonych, pancernych, a także siły żywej, budynków i umocnień.

## Charakterystyka
Współczesne armaty czołgowe charakteryzują się dużą długością lufy (powyżej 40 kalibrów), a przez to wysoką prędkością wylotową pocisków, obecnie głównie o gładkim przewodzie (uwarunkowane jest to głównie mniejszym zużywaniem się lufy oraz lepszymi właściwościami przy strzelaniu amunicją przeciwpancerną wykorzystującą energię kinetyczną do przebicia pancerza), automatycznym lub półautomatycznym zamkiem oraz względnie małym odrzutem. Współcześnie przystosowane są najczęściej do strzelania nabojami z pociskiem podkalibrowym, kumulacyjnym, rzadziej burzącym, natomiast w okresie II wojny światowej zwykle były to pełnokalibrowe przeciwpancerne, odłamkowe oraz dymne. Niektóre armaty czołgowe – na przykład rosyjska 2A46M (D-81TM), montowana na czołgach T-72B – są dodatkowo przystosowane do wystrzeliwania przeciwpancernych pocisków kierowanych (w tym wypadku jest to rakieta systemu 9K119 Refleks).

## Budowa
Typowa armata czołgowa składa się z:
- lufy
- przedmuchiwacza lub urządzenia alternatywnego
- hamulca wylotowego (współcześnie rzadziej spotykany)
- łoża
- mechanizmu podniesieniowego (celowanie w poziomie odbywa się poprzez obrót wieży)
- kołyski
- zamka
- oporopowrotnika

## Historia
Pierwsze czołgi były używane podczas I wojny światowej do pokonywania okopów, zasieków z drutu kolczastego oraz lejów po pociskach artyleryjskich dużych kalibrów jako wsparcie dla piechoty, szczególnie w przypadkach napotkania stanowiska karabinu maszynowego. Najczęściej były wyposażone w zwykłe działa artylerii polowej, pozbawione podwozia i zamocowane w wieży lub bezpośrednio w kadłubie czołgu, strzelały najczęściej amunicją odłamkową o niskiej prędkości wylotowej pocisku. Lufy tych armat były przeważnie krótkie, zbyt długie mogłyby przeszkadzać w manewrowaniu pojazdem (w przypadku zamontowania armat w kadłubie), duże prędkości wylotowe były zbędne (walka toczyła się na krótkich dystansach). Ponadto pancerze pierwszych czołgów były cienkie, miały w zamyśle chronić przed odłamkami pocisków artyleryjskich i amunicją karabinową.

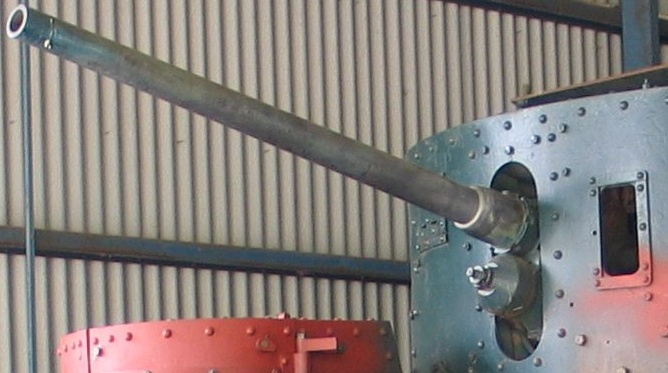
Armata QF 3-funtowa zamontowana na czołgu Vickers Medium MK II, znajdującym się w Muzeum Czołgów Królewskiego Australijskiego Korpusu Pancernego w Puckapunyal, w stanie Wiktoria, Australia.

Po zakończeniu I wojny światowej rozwój armat czołgowych nabrał tempa, ponieważ doświadczenia z pierwszych konfliktów z użyciem czołgów wykazały konieczność udoskonalenia uzbrojenia. W okresie międzywojennym wprowadzono liczne innowacje, które miały na celu zwiększenie efektywności czołgów zarówno w walce przeciwko piechocie, jak i przeciwko innym pojazdom pancernym. W latach 20. i 30. XX wieku zaczęto projektować specjalistyczne armaty czołgowe, które różniły się od standardowych dział polowych używanych w pierwszych czołgach. Były one krótsze, aby lepiej dopasować się do ograniczeń przestrzeni wewnątrz pojazdu i umożliwić manewrowanie w trudnych warunkach terenowych. Jednocześnie rozwijano amunicję przeciwpancerną, która miała większą prędkość wylotową i była zdolna do przebijania coraz grubszych pancerzy pojazdów wroga. Renault FT, uważany za jeden z pierwszych nowoczesnych czołgów, posiadał stosunkowo niewielkie działo kalibru 37 mm. Jednak w późniejszych konstrukcjach, takich jak brytyjski Vickers Medium Mk I czy radziecki T-26, pojawiły się większe kalibry, dochodzące do 47 mm i więcej. W Niemczech, rozwój armat czołgowych był szczególnie intensywny, a czołgi takie jak Panzer III były uzbrojone w działa 37 mm, które później zostały zastąpione armatami 50 mm. Zastosowanie obrotowych wież pozwoliło na bardziej efektywne wykorzystanie armat, zwiększając ich pole ostrzału i umożliwiając szybkie reagowanie na zmieniającą się sytuację na polu walki. Armata czołgowa zaczęła być postrzegana nie tylko jako narzędzie wsparcia piechoty, ale również jako broń ofensywna zdolna do zwalczania innych czołgów i umocnień wroga. Dzięki rozwojowi technologii optycznej, celowniki w armat czołgowych stały się bardziej precyzyjne, co znacznie poprawiło skuteczność ognia na większych dystansach. Inżynierowie eksperymentowali również z długością luf, dostosowując je do wymogów balistycznych – dłuższe lufy umożliwiały uzyskanie większej prędkości wylotowej pocisków, co było kluczowe w walce z coraz lepiej opancerzonymi pojazdami przeciwnika.